# Dodgeville (Town)
Die Town of Dodgeville ist eine von 14 Towns im Iowa County im US-amerikanischen Bundesstaat Wisconsin. Im Jahr 2010 hatte die Town of Dodgeville 1708 Einwohner.
Town hat in Wisconsin eine grundlegend andere Bedeutung als im übrigen englischsprachigen Bereich. Vielmehr entspricht sie den in den anderen US-Bundesstaaten üblichen Townships, die nach dem County die nächstkleinere Verwaltungseinheit bilden.
Das Gebiet der Town of Dodgeville ist Bestandteil der Metropolregion Madison.

## Geografie
Die Town of Dodgeville liegt im Südwesten Wisconsins. Der am Mississippi gelegene Schnittpunkt der drei  Bundesstaaten Wisconsin, Iowa und Minnesota liegt rund 140 km nordwestlich; nach Illinois sind es rund 60 km in südlicher Richtung.
Die geografischen Koordinaten des Zentrums der Town of Dodgeville sind 43°00′42″ nördlicher Breite und 90°07′24″ westlicher Länge. Sie erstreckt sich über eine Fläche von 233,8 km², die sich auf 232,7 km² Land- und 1,1 km² Wasserfläche verteilen. Die Town of Dodgeville umschließt vollständig die City of Dodgeville, ohne dass diese der Town angehört. 
Die Town of Dodgeville liegt im Zentrum des Iowa County und grenzt an folgende Nachbartowns:
| Town of Clyde                 | Town of Wyoming                             | Town of Arena    |
| Town of Highland Town of Eden | Kompassrose, die auf Nachbargemeinden zeigt | Town of Ridgeway |
| Town of Linden                | Town of Mineral Point                       | Town of Waldwick |

## Verkehr
Durch die Town führt in West-Ost-Richtung der U.S. Highway 18. Der  U.S. Highway 151 verläuft im Osten der Town auf einem deckungsgleichen Abschnitt mit dem US 18, von dem der US 151 auf Höhe der Stadt Dodgeville nach Süden abzweigt. Daneben führen noch die Wisconsin State Highways 23, 130 und 191 sowie die County Highways B, M, Q, Y und Z durch das Gebiet der Town of Dodgeville. Alle weiteren Straßen sind untergeordnete Landstraßen sowie teils unbefestigte Fahrwege.
Mit dem Iowa County Airport befindet sich rund 15 km südwestlich ein kleiner Flugplatz. Die nächsten Verkehrsflughäfen sind der Dubuque Regional Airport in Iowa (rund 90 km südwestlich), der La Crosse Regional Airport (rund 170 km nordwestlich) und der Dane County Regional Airport in Wisconsins Hauptstadt Madison (rund 80 km ostnordöstlich).

## Bevölkerung
Nach der Volkszählung im Jahr 2010 lebten in der Town of Dodgeville 1708 Menschen in 645 Haushalten. Die Bevölkerungsdichte betrug 7,3 Einwohner pro Quadratkilometer. In den 645 Haushalten lebten statistisch je 2,65 Personen. 
Ethnisch betrachtet setzte sich die Bevölkerung zusammen aus 97,4 Prozent Weißen, 0,3 Prozent Afroamerikanern, 0,1 Prozent (zwei Personen) amerikanischen Ureinwohnern, 1,2 Prozent Asiaten sowie 0,4 Prozent aus anderen ethnischen Gruppen; 0,6 Prozent stammten von zwei oder mehr Ethnien ab. Unabhängig von der ethnischen Zugehörigkeit waren 1,1 Prozent der Bevölkerung spanischer oder lateinamerikanischer Abstammung. 
24,5 Prozent der Bevölkerung waren unter 18 Jahre alt, 61,8 Prozent waren zwischen 18 und 64 und 13,7 Prozent waren 65 Jahre oder älter. 49,5 Prozent der Bevölkerung war weiblich.
Das mittlere jährliche Einkommen eines Haushalts lag bei 74.044 USD. Das Pro-Kopf-Einkommen betrug 33.165 USD. 4,5 Prozent der Einwohner lebten unterhalb der Armutsgrenze.

## Ortschaften in der Town of Dodgeville
Neben Streubesiedlung existiert in der Town of Dodgeville noch die gemeindefreie Siedlung Pleasant Ridge.